# Muhammad ibn Abbas
Muhammad ibn Abbas (persa: محمد بن عباس) fue un Malik de la dinastía gúrida. Sucedió a su padre Abbas ibn Shith en 1060, después de que este último fuera depuesto por el sultán Gaznavida Ibrahim. Cuando Muhammad ascendió al trono, aceptó rendir tributo a este. No se sabe mucho sobre él, fue sucedido por su hijo Qutb al-Dîn Hasan.